# Nagy Zsolt (politikus)
Nagy Zsolt (Marosvásárhely, 1971. június 21. –) romániai magyar politikus, üzletember. Volt távközlési és informatikai miniszter, az Euroatlantic Consulting Group romániai leányvállalatának alapítója és társtulajdonosa, a Külhoni Mentorprogram Kárpát-medencei kulcsmentora, motivációs előadó.  

## Szakmai pályafutása
- 1995-2004 a Romániai Magyar Demokrata Szövetség ügyvezető elnökének helyettese, országos kampányok vezetője, a magyar igazolványok erdélyi irodahálózat-rendszerének felépítője, az Európai Néppártban az RMDSZ képviselője, az Erdély TV-t létrehozó és működtető Janovics Jenő Alapítvány elnöke.
- 2004-2007 Románia informatikai és távközlési minisztere. Megvalósítások: a harmadik mobilszolgáltató elindítása Romániában, ezáltal a szolgáltatás minőségének javítása, valamint az árak csökkentése; Románia e-kormányzati stratégiájának kidolgozása és elindítása; a Cre@tive Romania projekt kezdeményezője, amely két év alatt megkétszerezte a romániai IT ipar forgalmát; számos úttörő projekt kezdeményezése (pl. Powerline Communication), a kormányzati fizetőablak (ghiseul.ro) létrehozása.
- 2007-2017 saját tanácsadó cégek vezetése (Resonance Consulting, Mindful Business Consulting): IT és Telekom M&A, zöldenergia projektek, ingatlanfejlesztés.
- 2017-2021 a Niro Investment Group (nirogroup.ro) vezérigazgatója. Megvalósítások: a cég átszervezése; modern vállalatmenedzsmenti eszközök bevezetése; két ötcsillagos bukaresti szálloda fejlesztésének elindítása, nemzetközi hálózatokhoz való csatlakoztatása (Accor Group, Corinthia Group).
- 2021 – az Euroatlantic Consulting (eacgroup.eu) romániai leányvállalatának alapítója és társtulajdonosa.

## Külső hivatkozások
- Nagy Zsolt blogja
- Az RMDSZ honlapja
- Nagy Zsolt – TEDxUdvarhely
- Válságkezelés a szakmai és magánéletben – Nagy Zsolt – TEDxSepsiszentgyörgy
- Nagy Zsolt – Restart! Válságkezelés és újrakezdés
- Zebra: az újrakezdésről mesél Nagy Zsolt